# Walls and Bridges
1974. október 4-én megjelent John Lennon brit énekes, zeneszerző ötödik szólóalbuma, a Walls and Bridges. A felvételek és az album megjelenése idején külön élt Yoko Onótól. Az album épp az „elveszett hétvége”, egy 18 hónapos időszak közepén jelent meg.
1973 őszén, amikor a Mind Games megjelent, Lennon May Pang nevű asszisztens-szeretőjével Los Angelesbe utazott, hogy egy rock and roll albumot vegyen fel Phil Spector segítségével. Mivel a felvételek alatt folyamatosan részeg volt és Spector egy időre eltűnt a kész dalokkal, Lennonnak a készülő album nagy részét még 1974-ben újra fel kellett vennie. Ebből lett az 1975 elején megjelent Rock 'n' Roll.
Az év első felét Lennon folyamatos tivornyázással töltötte Pang és néhány régi cimbora – Ringo Starr, Keith Moon és Harry Nilsson – társaságában. Közreműködött Starr Goodnight Vienna című albumán (1973-ban ő írta az "I'm the Greatest" című dalt a Ringo című albumra), Elton Johnnal készített felvételeket és Nilsson Pussy Cats című albumának volt a producere. Az év közepére azonban már elég dalt írt ahhoz, hogy egy új albumot vegyen fel. Júniusban New Yorkba utazott, hogy elpróbálja és felvegye a dalokat, a saját maga által toborzott zenészek segítségével, néhány régi ismerős társaságában (Jim Keltner dobolt és Jesse Ed Davis gitározott).
Az album producere megint Lennon volt. Sokak szerint előző albumánál slágeresebb a hangzása, a dalszövegek szerint azonban hiányzott neki Ono. A "Going Down on Love", a "What You Got", a "Bless You" és a "Nobody Loves You (When You're Down and Out)" Lennon szomorúságáról szólnak. A "Steel and Glass" és a "Scared" volt Lennon két önvallomása.
Ennek ellenére Lennon két legfelemelőbb dala, a "Whatever Gets You Thru the Night" és a "#9 Dream" is ezen az albumon hallható. Az előbbi, melyben Elton John zongorázik és vokálozik, az album megjelenésének hetében az USA-ban az első lett. Mivel Lennon elvesztett egy fogadást, amit Eltonnal kötött a dal sikerére vonatkozóan, november 28-án fellépett Elton John Madison Square Garden-beli koncertjén, ahol előadták a dalt. Eljátszották még a Beatlestől az "I Saw Her Standing There"-t és a "Lucy in the Sky with Diamonds"-t, valamint Elton új dalát, melyben Lennon vokálozott. A színfalak mögött Lennon találkozott Onóval, és eldöntötték, hogy újra együtt fognak élni.
Ritka látogatásainak egyikén Lennon fia, Julian a "Ya Ya" című dalban dobolt. Lennon az album végére tette a dalt ezzel a megjegyzéssel: „Julian Lennon dobol, a Papa zongorázik és énekel”. Julian amikor értesült erről, azt mondta, hogy jobban dobolt volna, ha tudja, hogy ki akarják adni a dalt.
Amellett, hogy az USA-ban első helyet ért el és aranylemez lett, Nagy-Britanniában a 6. helyet érte el. A Mind Gameshez hasonlóan ezt sem tartják annyira jónak, mint a John Lennon/Plastic Ono Bandet vagy az Imagine-t. Elton John szerint a Walls and Bridges a legjobb szólóalbum a Beatles tagjaitól.
2005. november 7-én megjelent az album felújított és újrakevert változata új borítóval, két új dallal és egy interjúval: "Whatever Gets You Thru the Night (live with Elton John)", "Nobody Loves You When You're Down and Out (alternate version)" és "John Interviewed By Bob Mercer".

## Az album dalai
Minden dalt John Lennon írt, kivéve, ahol jelölve van.
1. "Going Down on Love" – 3:54
2. "Whatever Gets You Thru the Night" – 3:28
  - Lennon első listavezető dala az USA-ban, Elton John zongorázik és vokálozik
3. "Old Dirt Road" (John Lennon – Harry Nilsson) – 4:11
4. "What You Got" – 3:09
5. "Bless You" – 4:38
6. "Scared" – 4:36
7. "#9 Dream" – 4:47
8. "Surprise, Surprise (Sweet Bird of Paradox) – 2:55
  - Elton John zongorázik és vokálozik
9. "Steel and Glass" – 4:37
10. "Beef Jerky" – 3:26
11. "Nobody Loves You (When You're Down and Out)" – 5:08
12. "Ya Ya" (Lee Dorsey – Jerry Lee Lewis – Bobby Robinson) – 1:06
  - Julian Lennon dobol